# Gerry O'Connor
Gerry O'Connor (Dundalk) is een Iers traditioneel violist.

## Biografie
O'Connor is afkomstig uit Dundalk. Zijn familie speelde al vier generaties viool en Gerry leerde het vioolspel van zijn moeder Rose O'Connor. Zijn vader Peter was zanger. Hij kwam met zijn spel onder invloed van de bekende Sligo-violist Joe Gardiner, die ook in Dundalk woonde. Hij is medeoprichter van de bands Skylark en Lá Lugh. Daarnaast is O'Conner vioolhersteller. Hij heeft de bijnaam Gerry Fiddle O'Connor aangenomen om niet verward te worden met de gelijknamige Ierse banjospeler.

## Discografie (selectie)

### Solo
| Jaar | Titel                                   | Label          | Opmerkingen          |
| ---- | --------------------------------------- | -------------- | -------------------- |
| 2004 | Journeyman                              | Lughnasa Music |                      |
| 2005 | In Concert                              | Lughnasa Music | met Gilles Le Bigot  |
| 2006 | White Raven: The Place where Life Began |                |                      |
| 2011 | Oirialla                                | Lughnasa Music |                      |
| 2011 | Jig Away the Donkey                     | Lughnasa Music |                      |
| 2011 | Merry Merry Time of Year                | Rover Records  | met The Irish Rovers |
| 2018 | Companach                               |                | dubbel-cd            |
| 2018 | Last Night's Joy                        | Lughnasa Music |                      |

### Dvd's
| Jaar | Titel                                                             | Label          | Opmerkingen |
| ---- | ----------------------------------------------------------------- | -------------- | ----------- |
| 2011 | I have Travelled this Country; Songs of Cathal McConnell with DVD | Lughnasa Music |             |

### Met Skylark
| Jaar | Titel            | Label            | Opmerkingen |
| ---- | ---------------- | ---------------- | ----------- |
| 1987 | Skylark          | Claddagh Records |             |
| 1989 | All of It        | Claddagh Records |             |
| 1992 | Light and Shade  | Claddagh Records |             |
| 1996 | Raining Bicycles | Claddagh Records |             |

### Met Lá Lugh
| Jaar | Titel           | Label                    | Opmerkingen |
| ---- | --------------- | ------------------------ | ----------- |
| 1987 | Cosa gan Bhróga | Gael Linn                |             |
| 1991 | Lá Lugh         | Claddagh Records         |             |
| 1996 | Brighid's Kiss  | Lughnasa Music           |             |
| 1998 | Senex Puer      | Sony Music Entertainment |             |
| 2014 | Bilingua        | Gael Linn                |             |

### Overig
| Jaar | Titel                               | Label                | Opmerkingen |
| ---- | ----------------------------------- | -------------------- | ----------- |
| 1990 | The Celts Rise Again                | Green Linnet         |             |
| 1991 | Bringing it all back Home           |                      |             |
| 1995 | Musita 1987-94                      | Ribium               |             |
| 1996 | The Rough Guide to Irish Music      | World Music Network  |             |
| 2000 | Tacsí                               | Vertical Records     |             |
| 2008 | Rogha Scoil Samhraidh Willie Clancy | Oidhreacht an Chláir |             |
| 2009 | Songs and People of the Sea         | Greentrax Recordings |             |